# Piper amphibracteum
Piper amphibracteum är en pepparväxtart som beskrevs av C. Dc.. Piper amphibracteum ingår i släktet Piper och familjen pepparväxter. Inga underarter finns listade i Catalogue of Life.